# (500106) 2012 BH85
(500106) 2012 BH85 es un asteroide perteneciente al cinturón de asteroides, descubierto el 26 de enero de 2012 por el equipo del Pan-STARRS desde el Observatorio de Haleakala, Hawái, Estados Unidos.

## Designación y nombre
Designado provisionalmente como 2012 BH85.

## Características orbitales
2012 BH85 está situado a una distancia media del Sol de 2,449 ua, pudiendo alejarse hasta 2,732 ua y acercarse hasta 2,166 ua. Su excentricidad es 0,115 y la inclinación orbital 1,800 grados. Emplea 1400,52 días en completar una órbita alrededor del Sol.

## Características físicas
La magnitud absoluta de 2012 BH85 es 17,9.